# Phiditia diores
Phiditia diores is een vlinder uit de familie van de Phyditiidae. De wetenschappelijke naam van de soort is voor het eerst geldig gepubliceerd in 1775 door Cramer.